# III liga polska w piłce nożnej (grupa III)
Grupa III III ligi – jedna z czterech grup III ligi piłki nożnej, które są rozgrywkami czwartego poziomu ligowego piłki nożnej mężczyzn w Polsce.
Grupa ta powstała w 2016 roku, gdy po sezonie 2015/16 w wyniku reorganizacji rozgrywek III ligi piłki nożnej w Polsce grupa III (nieoficjalna nazwa: dolnośląsko-lubuska) została połączona z grupą IV (nieoficjalna nazwa: opolsko-śląska).
Za rozgrywki toczące się w tej grupie odpowiedzialny na przemian jest: Dolnośląski Związek Piłki Nożnej z siedzibą we Wrocławiu, Lubuski Związek Piłki Nożnej z siedzibą w Zielonej Górze, Opolski Związek Piłki Nożnej z siedzibą w Opolu oraz Śląski Związek Piłki Nożnej z siedzibą w Katowicach, a występuje w nich 18 drużyn z województw: dolnośląskiego, lubuskiego, opolskiego i śląskiego.

## Mistrzowie ligi
| Sezon             | Poziom | Mistrz               | Wicemistrz           | 3. miejsce             |
| awans do II ligi: |        |                      |                      |                        |
| 2016/17           | IV     | GKS 1962 Jastrzębie  | Ruch Zdzieszowice    | Rekord Bielsko-Biała   |
| 2017/18           | IV     | Skra Częstochowa     | Ślęza Wrocław        | Gwarek Tarnowskie Góry |
| 2018/19           | IV     | Górnik Polkowice     | Ślęza Wrocław        | Zagłębie II Lubin      |
| 2019/201          | IV     | Śląsk II Wrocław     | Polonia Bytom        | Ruch Chorzów           |
| 2020/21           | IV     | Ruch Chorzów         | Polonia Bytom        | Ślęza Wrocław          |
| 2021/22           | IV     | Zagłębie II Lubin    | Ślęza Wrocław        | Polonia Bytom          |
| 2022/23           | IV     | Polonia Bytom        | Raków II Częstochowa | Rekord Bielsko-Biała   |
| 2023/24           | IV     | Rekord Bielsko-Biała | Śląsk II Wrocław     | MKS Kluczbork          |
| 2024/25           | IV     | Śląsk II Wrocław     | MKS Kluczbork        | Miedź II Legnica       |

Objaśnienia:
1. Decyzją Śląskiego Związku Piłki Nożnej z 14 maja 2020 z powodu sytuacji epidemicznej związanej z koronawirusem COVID-19 w Polsce rozgrywki sezonu 2019/2020 zostały zakończone po rozegraniu 18 kolejek.

## Sezon 2022/2023

### Drużyny
W III lidze, grupie III w sezonie 2022/2023 występowało 18 drużyn, które walczyły o miejsce premiowane awansem do II ligi. Trzy ostatnie zespoły spada do IV ligi. Liczba spadkowiczów może zwiększyć się zależnie od liczby drużyn spadających z lig wyższych.
| Uczestnicy sezonu 2021/2022 | Uczestnicy sezonu 2021/2022 | Uczestnicy sezonu 2021/2022 | Uczestnicy sezonu 2021/2022 |
| --------------------------- | --------------------------- | --------------------------- | --------------------------- |
| ŚLZ                         | Ślęza Wrocław               | 2                           |                             |
| PBT                         | Polonia Bytom               | 3                           |                             |
| REK                         | Rekord Bielsko-Biała        | 4                           |                             |
| GOZ                         | LKS Goczałkowice Zdrój      | 5                           |                             |
| ML2                         | Miedź II Legnica            | 6                           |                             |
| GZ2                         | Górnik II Zabrze            | 7                           |                             |
| PNI                         | Pniówek Pawłowice Śląskie   | 8                           |                             |
| STB                         | Stal Brzeg                  | 9                           |                             |
| LZG                         | Lechia Zielona Góra         | 10                          |                             |
| ODR                         | Odra Wodzisław Śląski       | 11                          |                             |
| KLU                         | MKS Kluczbork               | 12                          |                             |
| GTA                         | Gwarek Tarnowskie Góry      | 13                          |                             |
| CGU                         | Carina Gubin                | 14                          |                             |
| GWK                         | Warta Gorzów Wielkopolski   | 15                          |                             |

| Spadek z II ligi 2021/2022                                                                                    | Spadek z II ligi 2021/2022 | Spadek z II ligi 2021/2022 | Spadek z II ligi 2021/2022 |
| --- | -------------------------- | -------------------------- | -------------------------- |
| brak spadkowicza                                                                                              |                            |                            |                            |
| Awans z IV ligi 2021/2022                                                                                     |                            |                            |                            |
| grupa dolnośląska (zachód)                                                                                    |                            |                            |                            |
| CH2 | Chrobry II Głogów          | 1                          |                            |
| grupa lubuska                                                                                                 |                            |                            |                            |
| STI | Stilon Gorzów Wielkopolski | 1                          |                            |
| grupa opolska                                                                                                 |                            |                            |                            |
| PNY | Polonia Nysa               | 1                          |                            |
| grupa śląska I                                                                                                |                            |                            |                            |
| RA2 | Raków II Częstochowa       | 12                         |                            |
| Oznaczenia: - kolumna pierwsza – skróty nazw drużyn, - kolumna trzecia – miejsce zajęte w poprzednim sezonie. |                            |                            |                            |

Objaśnienia:
1. Chrobry II Głogów, mistrz IV ligi dolnośląskiej zachód wygrał swoje mecze barażowe o awans do III ligi z Lechią Dzierżoniów, mistrzem IV ligi dolnośląskiej wschód.
2. Raków II Częstochowa, mistrz IV ligi śląskiej I wygrał swoje mecze barażowe o awans do III ligi z GKS II Tychy, mistrzem IV ligi śląskiej II.

### Tabela
| Lp. | Drużyna                    | M | Z | R | P | Bramki | Bramki | Różn. | Pkt | Uwagi             | Bezpośrednio |
| --- | -------------------------- | - | - | - | - | ------ | ------ | ----- | --- | ----------------- | ------------ |
| 1   | Polonia Bytom              | 1 | 1 | 0 | 0 | 4      | 0      | +4    | 3   | Awans do II ligi  |              |
| 2   | Polonia Nysa               | 1 | 1 | 0 | 0 | 4      | 1      | +3    | 3   |                   |              |
| 3   | Lechia Zielona Góra        | 1 | 1 | 0 | 0 | 3      | 2      | +1    | 3   |                   |              |
| 4   | Raków II Częstochowa       | 1 | 1 | 0 | 0 | 2      | 1      | +1    | 3   |                   |              |
| 5   | Ślęza Wrocław              | 1 | 1 | 0 | 0 | 2      | 1      | +1    | 3   |                   |              |
| 6   | Gwarek Tarnowskie Góry     | 1 | 1 | 0 | 0 | 1      | 0      | +1    | 3   |                   |              |
| 7   | Stal Brzeg                 | 1 | 1 | 0 | 0 | 1      | 0      | +1    | 3   |                   |              |
| 8   | Odra Wodzisław Śląski      | 1 | 0 | 1 | 0 | 3      | 3      | 0     | 1   |                   |              |
| 9   | Pniówek Pawłowice Śląskie  | 1 | 0 | 1 | 0 | 3      | 3      | 0     | 1   |                   |              |
| 10  | Miedź II Legnica           | 1 | 0 | 1 | 0 | 2      | 2      | 0     | 1   |                   |              |
| 11  | LKS Goczałkowice Zdrój     | 1 | 0 | 1 | 0 | 2      | 2      | 0     | 1   |                   |              |
| 12  | Rekord Bielsko-Biała       | 1 | 0 | 0 | 1 | 2      | 3      | −1    | 0   |                   |              |
| 13  | Górnik II Zabrze           | 1 | 0 | 0 | 1 | 1      | 2      | −1    | 0   |                   |              |
| 14  | MKS Kluczbork              | 1 | 0 | 0 | 1 | 1      | 2      | −1    | 0   |                   |              |
| 15  | Stilon Gorzów Wielkopolski | 1 | 0 | 0 | 1 | 0      | 1      | −1    | 0   |                   |              |
| 16  | Chrobry II Głogów          | 1 | 0 | 0 | 1 | 0      | 1      | −1    | 0   | Spadek do IV ligi |              |
| 17  | Carina Gubin               | 1 | 0 | 0 | 1 | 1      | 4      | −3    | 0   | Spadek do IV ligi |              |
| 18  | Warta Gorzów Wielkopolski  | 1 | 0 | 0 | 1 | 0      | 4      | −4    | 0   | Spadek do IV ligi |              |

## Sezon 2021/2022

### Drużyny
W III lidze, grupie III w sezonie 2021/2022 występowało 18 drużyn, które walczyły o miejsce premiowane awansem do II ligi. Trzy ostatnie zespoły spada do IV ligi. Liczba spadkowiczów może zwiększyć się zależnie od liczby drużyn spadających z lig wyższych.
| Uczestnicy sezonu 2020/2021 | Uczestnicy sezonu 2020/2021 | Uczestnicy sezonu 2020/2021 | Uczestnicy sezonu 2020/2021 |
| --------------------------- | --------------------------- | --------------------------- | --------------------------- |
| PBT                         | Polonia Bytom               | 2                           |                             |
| ŚLZ                         | Ślęza Wrocław               | 3                           |                             |
| PNI                         | Pniówek Pawłowice Śląskie   | 4                           |                             |
| ZA2                         | Zagłębie II Lubin           | 5                           |                             |
| REK                         | Rekord Bielsko-Biała        | 6                           |                             |
| GOZ                         | LKS Goczałkowice Zdrój      | 7                           |                             |
| STB                         | Stal Brzeg                  | 8                           |                             |
| GZ2                         | Górnik II Zabrze            | 9                           |                             |
| LZG                         | Lechia Zielona Góra         | 10                          |                             |
| ML2                         | Miedź II Legnica            | 11                          |                             |
| GTA                         | Gwarek Tarnowskie Góry      | 12                          |                             |
| KLU                         | MKS Kluczbork               | 13                          |                             |
| GWK                         | Warta Gorzów Wielkopolski   | 14                          |                             |
| ŻMI                         | Piast Żmigród               | 15                          |                             |
| FHG                         | Foto-Higiena Gać            | 162                         |                             |

| Spadek z II ligi 2020/2021                                                                                    | Spadek z II ligi 2020/2021 | Spadek z II ligi 2020/2021 | Spadek z II ligi 2020/2021 |
| --- | -------------------------- | -------------------------- | -------------------------- |
| brak spadkowicza                                                                                              |                            |                            |                            |
| Awans z IV ligi 2020/2021                                                                                     |                            |                            |                            |
| grupa dolnośląska                                                                                             |                            |                            |                            |
| JEL | Karkonosze Jelenia Góra    | 1                          |                            |
| grupa lubuska                                                                                                 |                            |                            |                            |
| CGU | Carina Gubin               | 1                          |                            |
| grupa opolska                                                                                                 |                            |                            |                            |
| brak2 |                            |                            |                            |
| grupa śląska                                                                                                  |                            |                            |                            |
| ODR | Odra Wodzisław Śląski      | 13                         |                            |
| Oznaczenia: - kolumna pierwsza – skróty nazw drużyn, - kolumna trzecia – miejsce zajęte w poprzednim sezonie. |                            |                            |                            |

Objaśnienia:
1. Karkonosze Jelenia Góra, mistrz IV ligi dolnośląskiej zachód wygrały swoje mecze barażowe o awans do III ligi z Lechią Dzierżoniów, mistrzem IV ligi dolnośląskiej wschód.
2. Przed startem rozgrywek z gry w III lidze zrezygnował Ruch Zdzieszowice (mistrz opolskiej IV ligi), w związku z czym dodatkowo utrzymała się Foto-Higiena Gać.
3. Odra Wodzisław Śląski, mistrz IV ligi śląskiej II wygrała swoje mecze barażowe o awans do III ligi z Rakowem II Częstochowa, mistrzem IV ligi śląskiej I.

### Tabela
| Lp. | Drużyna                     | M  | Z  | R  | P  | Bramki | Bramki | Różn. | Pkt | Uwagi                       | Bezpośrednio      |
| --- | --------------------------- | -- | -- | -- | -- | ------ | ------ | ----- | --- | --------------------------- | ----------------- |
| 1   | Zagłębie II Lubin (M) (A)   | 34 | 23 | 8  | 3  | 86     | 42     | +44   | 77  | Awans do II ligi            |                   |
| 2   | Ślęza Wrocław               | 34 | 20 | 9  | 5  | 83     | 37     | +46   | 69  |                             |                   |
| 3   | Polonia Bytom               | 34 | 20 | 5  | 9  | 66     | 34     | +32   | 65  |                             |                   |
| 4   | Rekord Bielsko-Biała        | 34 | 18 | 8  | 8  | 70     | 43     | +27   | 62  |                             |                   |
| 5   | LKS Goczałkowice Zdrój      | 34 | 15 | 9  | 10 | 47     | 41     | +6    | 54  |                             |                   |
| 6   | Miedź II Legnica            | 34 | 15 | 7  | 12 | 56     | 63     | −7    | 52  |                             |                   |
| 7   | Górnik II Zabrze            | 34 | 15 | 6  | 13 | 49     | 49     | 0     | 51  |                             |                   |
| 8   | Pniówek Pawłowice Śląskie   | 34 | 12 | 11 | 11 | 55     | 55     | 0     | 47  |                             |                   |
| 9   | Stal Brzeg                  | 34 | 14 | 4  | 16 | 51     | 47     | +4    | 46  |                             |                   |
| 10  | Lechia Zielona Góra         | 34 | 12 | 9  | 13 | 49     | 44     | +5    | 45  |                             |                   |
| 11  | Odra Wodzisław Śląski       | 34 | 12 | 7  | 15 | 47     | 63     | −16   | 43  | ODR - KLU 1:0 KLU - ODR 2:4 |                   |
| 12  | MKS Kluczbork               | 34 | 12 | 7  | 15 | 55     | 57     | −2    | 43  | ODR - KLU 1:0 KLU - ODR 2:4 |                   |
| 13  | Gwarek Tarnowskie Góry      | 34 | 9  | 12 | 13 | 44     | 50     | −6    | 39  | GTA - CGU 0:0 CGU - GTA 1:2 |                   |
| 14  | Carina Gubin                | 34 | 11 | 6  | 17 | 40     | 49     | −9    | 39  | GTA - CGU 0:0 CGU - GTA 1:2 |                   |
| 15  | Warta Gorzów Wielkopolski   | 34 | 9  | 9  | 16 | 41     | 54     | −13   | 36  | GWK - ŻMI 2:2 ŻMI - GWK 0:3 |                   |
| 16  | Piast Żmigród (S)           | 34 | 10 | 6  | 18 | 46     | 76     | −30   | 36  | GWK - ŻMI 2:2 ŻMI - GWK 0:3 | Spadek do IV ligi |
| 17  | Karkonosze Jelenia Góra (S) | 34 | 9  | 3  | 22 | 40     | 69     | −29   | 30  |                             | Spadek do IV ligi |
| 18  | Foto-Higiena Gać (S)        | 34 | 4  | 6  | 24 | 29     | 81     | −52   | 18  |                             | Spadek do IV ligi |

### Najlepsi strzelcy
| Bramki | Strzelcy          | Drużyna                           |
| ------ | ----------------- | --------------------------------- |
| 17     | Patryk Kusztal    | Zagłębie II Lubin                 |
| 16     | Dawid Hanzel      | Pniówek Pawłowice Śląskie         |
| 16     | Lucjan Zieliński  | MKS Kluczbork                     |
| 15     | Rafał Adamski     | Zagłębie II Lubin                 |
| 13     | Norbert Jaszczak  | Gwarek Tarnowskie Góry            |
| 13     | Przemysław Mycan  | Lechia Zielona Góra               |
| 13     | Marcin Przybylski | MKS Kluczbork                     |
| 12     | Damian Celuch     | Polonia Bytom (5), Stal Brzeg (7) |
| 12     | Piotr Stępień     | Ślęza Wrocław                     |

## Sezon 2020/2021

### Drużyny
W III lidze, grupie III w sezonie 2020/2021 występowało 19 drużyn, które walczyły o miejsce premiowane awansem do II ligi. Cztery ostatnie zespoły spada do IV ligi. Liczba spadkowiczów może zwiększyć się zależnie od liczby drużyn spadających z lig wyższych.
| Uczestnicy sezonu 2019/2020 | Uczestnicy sezonu 2019/2020 | Uczestnicy sezonu 2019/2020 | Uczestnicy sezonu 2019/2020 |
| --------------------------- | --------------------------- | --------------------------- | --------------------------- |
| PBT                         | Polonia Bytom               | 2                           |                             |
| RCH                         | Ruch Chorzów                | 3                           |                             |
| KLU                         | MKS Kluczbork               | 4                           |                             |
| REK                         | Rekord Bielsko-Biała        | 5                           |                             |
| RZD                         | Ruch Zdzieszowice           | 61                          |                             |
| GTA                         | Gwarek Tarnowskie Góry      | 7                           |                             |
| PNI                         | Pniówek Pawłowice Śląskie   | 8                           |                             |
| GZ2                         | Górnik II Zabrze            | 9                           |                             |
| LZG                         | Lechia Zielona Góra         | 10                          |                             |
| ŚLZ                         | Ślęza Wrocław               | 11                          |                             |
| FHG                         | Foto-Higiena Gać            | 12                          |                             |
| ML2                         | Miedź II Legnica            | 13                          |                             |
| ROW                         | ROW 1964 Rybnik             | 14                          |                             |
| STB                         | Stal Brzeg                  | 15                          |                             |
| ZA2                         | Zagłębie II Lubin           | 16                          |                             |
| ŻMI                         | Piast Żmigród               | 17                          |                             |
| LSD                         | LZS Starowice Dolne         | 181                         |                             |

| Spadek z II ligi 2019/2020                                                                                    | Spadek z II ligi 2019/2020 | Spadek z II ligi 2019/2020 | Spadek z II ligi 2019/2020 |
| --- | -------------------------- | -------------------------- | -------------------------- |
| brak spadkowicza                                                                                              |                            |                            |                            |
| Awans z IV ligi 2019/2020                                                                                     |                            |                            |                            |
| grupa dolnośląska                                                                                             |                            |                            |                            |
| PŚW | Polonia-Stal Świdnica      | 12                         |                            |
| grupa lubuska                                                                                                 |                            |                            |                            |
| GWK | Warta Gorzów Wielkopolski  | 1                          |                            |
| grupa opolska                                                                                                 |                            |                            |                            |
| PNY | Polonia Nysa               | 1                          |                            |
| grupa śląska                                                                                                  |                            |                            |                            |
| GOZ | LKS Goczałkowice Zdrój     | 13                         |                            |
| Oznaczenia: - kolumna pierwsza – skróty nazw drużyn, - kolumna trzecia – miejsce zajęte w poprzednim sezonie. |                            |                            |                            |

Objaśnienia:
1. Ruch Zdzieszowice i LZS Starowice Dolne mimo utrzymania w III lidze, w sezonie 2020/21 zrezygnowały z gry w III lidze i przystąpiły do gry w opolskiej IV lidze.
2. Polonia-Stal Świdnica, mistrz IV ligi dolnośląskiej wschód wygrała swoje mecze barażowe o awans do III ligi z Apisem Jędrzychowice, mistrzem IV ligi dolnośląskiej zachód.
3. LKS Goczałkowice Zdrój, mistrz IV ligi śląskiej II wygrał swoje mecze barażowe o awans do III ligi z Szombierkami Bytom, mistrzem IV ligi śląskiej I.

### Tabela
| Lp. | Drużyna                   | M  | Z  | R  | P  | Bramki | Bramki | Różn. | Pkt | Uwagi                       | Bezpośrednio |
| --- | ------------------------- | -- | -- | -- | -- | ------ | ------ | ----- | --- | --------------------------- | ------------ |
| 1   | Ruch Chorzów (M) (A)      | 36 | 30 | 2  | 4  | 93     | 30     | +63   | 92  | Awans do II ligi            |              |
| 2   | Polonia Bytom             | 36 | 25 | 6  | 5  | 86     | 42     | +44   | 81  |                             |              |
| 3   | Ślęza Wrocław             | 36 | 23 | 9  | 4  | 97     | 38     | +59   | 78  |                             |              |
| 4   | Pniówek Pawłowice Śląskie | 36 | 20 | 8  | 8  | 68     | 45     | +23   | 68  |                             |              |
| 5   | Zagłębie II Lubin         | 36 | 18 | 5  | 13 | 71     | 43     | +28   | 59  |                             |              |
| 6   | Rekord Bielsko-Biała      | 36 | 17 | 7  | 12 | 71     | 57     | +14   | 58  |                             |              |
| 7   | LKS Goczałkowice Zdrój    | 36 | 15 | 6  | 15 | 56     | 55     | +1    | 51  |                             |              |
| 8   | Stal Brzeg                | 36 | 13 | 10 | 13 | 61     | 54     | +7    | 49  | GZ2 – SBR 1:3 SBR – GZ2 0:2 |              |
| 9   | Górnik II Zabrze          | 36 | 15 | 4  | 17 | 61     | 56     | +5    | 49  | GZ2 – SBR 1:3 SBR – GZ2 0:2 |              |
| 10  | Lechia Zielona Góra       | 36 | 12 | 11 | 13 | 50     | 59     | −9    | 47  |                             |              |
| 11  | Miedź II Legnica          | 36 | 13 | 7  | 16 | 47     | 59     | −12   | 46  |                             |              |
| 12  | Gwarek Tarnowskie Góry    | 36 | 11 | 11 | 14 | 51     | 67     | −16   | 44  |                             |              |
| 13  | MKS Kluczbork             | 36 | 11 | 8  | 17 | 57     | 77     | −20   | 41  |                             |              |
| 14  | Warta Gorzów Wielkopolski | 36 | 11 | 6  | 19 | 36     | 53     | −17   | 39  | PŻM – WGW 1:2 WGW – PŻM 4:0 |              |
| 15  | Piast Żmigród             | 36 | 9  | 12 | 15 | 53     | 56     | −3    | 39  | PŻM – WGW 1:2 WGW – PŻM 4:0 |              |
| 16  | Foto-Higiena Gać1         | 36 | 8  | 9  | 19 | 51     | 87     | −36   | 33  |                             |              |
| 17  | ROW 1964 Rybnik (S)       | 36 | 6  | 12 | 18 | 45     | 75     | −30   | 30  | Spadek do IV ligi           |              |
| 18  | Polonia-Stal Świdnica (S) | 36 | 7  | 4  | 25 | 43     | 101    | −58   | 25  | Spadek do IV ligi           |              |
| 19  | Polonia Nysa (S)          | 36 | 5  | 9  | 22 | 42     | 85     | −43   | 24  | Spadek do IV ligi           |              |

Źródło: 90minut.pl 
Oznaczenia: (M) – tytuł mistrzowski, (A) – awans, (S) – spadek.
Zasady ustalania kolejności: 1. liczba zdobytych punktów w całym cyklu rozgrywek; 2. liczba punktów zdobyta w meczach bezpośrednich; 3. różnica bramek w meczach bezpośrednich; 4. różnica bramek w meczach bezpośrednich – bramki zdobyte na wyjeździe liczone podwójnie; 5. różnica bramek w całym cyklu rozgrywek; 6. liczba zdobytych bramek w całym cyklu rozgrywek. 
Bezpośrednio: stosowane, gdy dwie lub więcej drużyn mają identyczny dorobek punktowy.
Objaśnienia:
Liczba spadkowiczów może zwiększyć się zależnie od liczby drużyn spadających z lig wyższych.

### Najlepsi strzelcy
| Bramki | Strzelcy          | Drużyna                   |
| ------ | ----------------- | ------------------------- |
| 25     | Marcin Przybylski | Foto-Higiena Gać          |
| 25     | Piotr Stępień     | Ślęza Wrocław             |
| 22     | Dawid Hanzel      | Pniówek Pawłowice Śląskie |
| 20     | Mariusz Idzik     | Ruch Chorzów              |
| 19     | Piotr Ćwielong    | LKS Goczałkowice Zdrój    |
| 19     | Adam Żak          | Polonia Bytom             |
| 18     | Adam Setla        | Polonia Nysa              |

## Sezon 2019/2020

### Drużyny
W III lidze, grupie III w sezonie 2019/2020 występowało 18 drużyn, które walczyły o miejsce premiowane awansem do II ligi. Trzy ostatnie zespoły spada do IV ligi. Liczba spadkowiczów może zwiększyć się zależnie od liczby drużyn spadających z lig wyższych.
| Uczestnicy sezonu 2018/2019 | Uczestnicy sezonu 2018/2019 | Uczestnicy sezonu 2018/2019 | Uczestnicy sezonu 2018/2019 |
| --------------------------- | --------------------------- | --------------------------- | --------------------------- |
| ŚLZ                         | Ślęza Wrocław               | 2                           |                             |
| ZA2                         | Zagłębie II Lubin           | 3                           |                             |
| REK                         | Rekord Bielsko-Biała        | 4                           |                             |
| GTA                         | Gwarek Tarnowskie Góry      | 5                           |                             |
| GZ2                         | Górnik II Zabrze            | 6                           |                             |
| RZD                         | Ruch Zdzieszowice           | 7                           |                             |
| PNI                         | Pniówek Pawłowice Śląskie   | 8                           |                             |
| ŻMI                         | Piast Żmigród               | 9                           |                             |
| ML2                         | Miedź II Legnica            | 10                          |                             |
| FHG                         | Foto-Higiena Gać            | 11                          |                             |
| STB                         | Stal Brzeg                  | 12                          |                             |
| KLU                         | MKS Kluczbork               | 131                         |                             |

| Spadek z II ligi 2018/2019                                                                                    | Spadek z II ligi 2018/2019 | Spadek z II ligi 2018/2019 | Spadek z II ligi 2018/2019 |
| --- | -------------------------- | -------------------------- | -------------------------- |
| ROW | ROW 1964 Rybnik            | 16                         |                            |
| RCH | Ruch Chorzów               | 18                         |                            |
| Awans z IV ligi 2018/2019                                                                                     |                            |                            |                            |
| grupa dolnośląska                                                                                             |                            |                            |                            |
| ŚL2 | Śląsk II Wrocław           | 12                         |                            |
| grupa lubuska                                                                                                 |                            |                            |                            |
| LZG | Lechia Zielona Góra        | 13                         |                            |
| grupa opolska                                                                                                 |                            |                            |                            |
| LSD | LZS Starowice Dolne        | 24                         |                            |
| grupa śląska                                                                                                  |                            |                            |                            |
| PBT | Polonia Bytom              | 15                         |                            |
| Oznaczenia: - kolumna pierwsza – skróty nazw drużyn, - kolumna trzecia – miejsce zajęte w poprzednim sezonie. |                            |                            |                            |

Objaśnienia:
1. Spadkowicz z II ligi Rozwój Katowice zrezygnował z gry w III lidze (drużyna została rozwiązana), w związku z czym dodatkowo utrzymał się MKS Kluczbork.
2. Śląsk II Wrocław, mistrz IV ligi dolnośląskiej wschód wygrał swoje mecze barażowe o awans do III ligi z AKS Strzegom, mistrzem IV ligi dolnośląskiej zachód.
3. Przed startem rozgrywek Falubaz Zielona Góra powrócił do nazwy Lechia Zielona Góra.
4. Polonia Głubczyce, mistrz IV ligi opolskiej zrezygnował z awansu do III ligi, dzięki czemu awansował wicemistrz LZS Starowice Dolne.
5. Polonia Bytom, mistrz IV ligi śląskiej I wygrała swoje mecze barażowe o awans do III ligi z LKS Czaniec, mistrzem IV ligi śląskiej II.

### Tabela
| Lp. | Drużyna                   | M  | Z  | R  | P  | Bramki | Bramki | Różn. | Pkt | Uwagi                       | Bezpośrednio      |
| --- | ------------------------- | -- | -- | -- | -- | ------ | ------ | ----- | --- | --------------------------- | ----------------- |
| 1   | Śląsk II Wrocław (M) (A)  | 18 | 11 | 4  | 3  | 34     | 17     | +17   | 37  | Awans do II ligi            |                   |
| 2   | Polonia Bytom             | 18 | 10 | 3  | 5  | 31     | 18     | +13   | 33  |                             |                   |
| 3   | Ruch Chorzów              | 18 | 8  | 7  | 3  | 34     | 20     | +14   | 31  |                             |                   |
| 4   | MKS Kluczbork             | 18 | 9  | 3  | 6  | 30     | 24     | +6    | 30  |                             |                   |
| 5   | Rekord Bielsko-Biała      | 18 | 9  | 2  | 7  | 27     | 29     | −2    | 29  | REK – RZD 2:0 RZD – REK -:- |                   |
| 6   | Ruch Zdzieszowice1 (S)    | 18 | 8  | 5  | 5  | 24     | 20     | +4    | 29  | REK – RZD 2:0 RZD – REK -:- | Spadek do IV ligi |
| 7   | Gwarek Tarnowskie Góry    | 18 | 8  | 4  | 6  | 31     | 26     | +5    | 28  |                             |                   |
| 8   | Pniówek Pawłowice Śląskie | 18 | 7  | 6  | 5  | 24     | 20     | +4    | 27  | PNI – GZ2 -:- GZ2 – PNI 2:3 |                   |
| 9   | Górnik II Zabrze          | 18 | 8  | 3  | 7  | 35     | 30     | +5    | 27  | PNI – GZ2 -:- GZ2 – PNI 2:3 |                   |
| 10  | Lechia Zielona Góra       | 18 | 8  | 2  | 8  | 30     | 35     | −5    | 26  |                             |                   |
| 11  | Ślęza Wrocław             | 18 | 6  | 7  | 5  | 22     | 19     | +3    | 25  |                             |                   |
| 12  | Foto-Higiena Gać          | 18 | 6  | 6  | 6  | 24     | 26     | −2    | 24  |                             |                   |
| 12  | Miedź II Legnica          | 18 | 5  | 7  | 6  | 33     | 31     | +2    | 22  | ML2 – ROW 4:1 ROW – ML2 -:- |                   |
| 14  | ROW 1964 Rybnik           | 18 | 6  | 4  | 8  | 29     | 32     | −3    | 22  | ML2 – ROW 4:1 ROW – ML2 -:- |                   |
| 15  | Stal Brzeg                | 18 | 4  | 7  | 7  | 22     | 28     | −6    | 19  |                             |                   |
| 16  | Zagłębie II Lubin         | 18 | 1  | 11 | 6  | 17     | 23     | −6    | 14  | ZA2 – ŻMI -:- ŻMI – ZA2 2:2 |                   |
| 17  | Piast Żmigród             | 18 | 3  | 5  | 10 | 20     | 31     | −11   | 14  | ZA2 – ŻMI -:- ŻMI – ZA2 2:2 |                   |
| 18  | LZS Starowice Dolne1 (S)  | 18 | 0  | 4  | 14 | 7      | 45     | −38   | 4   | Spadek do IV ligi           |                   |

Źródło: slzpn.katowice.pl 
Oznaczenia: (M) – tytuł mistrzowski, (A) – awans, (S) – spadek.
Zasady ustalania kolejności: 1. liczba zdobytych punktów w całym cyklu rozgrywek; 2. liczba punktów zdobyta w meczach bezpośrednich; 3. różnica bramek w meczach bezpośrednich; 4. różnica bramek w meczach bezpośrednich – bramki zdobyte na wyjeździe liczone podwójnie; 5. różnica bramek w całym cyklu rozgrywek; 6. liczba zdobytych bramek w całym cyklu rozgrywek. 
Bezpośrednio: stosowane, gdy dwie lub więcej drużyn mają identyczny dorobek punktowy.
Objaśnienia:
* W związku z pandemią koronawirusa Zarząd Śląskiego Związku Piłki Nożnej w Katowicach uchwałą z dnia 14 maja 2020 roku podjął decyzję o zakończeniu sezonu rozgrywkowego 2019/2020. Kolejność drużyn w tabeli po rozegraniu 18 kolejek meczów przyjęta została jako końcowa kolejność rozgrywek w sezonie 2019/2020.
- Zgodnie z powyższą uchwałą podjęto również decyzję, że z III ligi do IV ligi nie spadnie żadna drużyna.

### Najlepsi strzelcy
| Bramki | Strzelcy          | Drużyna                   |
| ------ | ----------------- | ------------------------- |
| 14     | Mariusz Idzik     | Ruch Chorzów              |
| 12     | Wojciech Caniboł  | Pniówek Pawłowice Śląskie |
| 9      | Szymon Kobusiński | Lechia Zielona Góra       |
| 9      | Wojciech Okińczyc | Lechia Zielona Góra       |
| 8      | Sebastian Bergier | Śląsk II Wrocław          |
| 8      | Marcin Lachowski  | Polonia Bytom             |
| 8      | Sebastian Pączko  | Gwarek Tarnowskie Góry    |
| 8      | Szymon Szymański  | Rekord Bielsko-Biała      |
| 7      | Marcin Wodecki    | ROW 1964 Rybnik           |

## Sezon 2018/2019

### Drużyny
W III lidze, grupie III w sezonie 2018/2019 występowało 18 drużyn, które walczyły o miejsce premiowane awansem do II ligi. Trzy ostatnie zespoły spada do IV ligi. Liczba spadkowiczów może zwiększyć się zależnie od liczby drużyn spadających z lig wyższych.
| Uczestnicy sezonu 2017/2018 | Uczestnicy sezonu 2017/2018   | Uczestnicy sezonu 2017/2018 | Uczestnicy sezonu 2017/2018 |
| --------------------------- | ----------------------------- | --------------------------- | --------------------------- |
| ŚLZ                         | Ślęza Wrocław                 | 2                           |                             |
| GTA                         | Gwarek Tarnowskie Góry        | 3                           |                             |
| STB                         | Stal Brzeg                    | 4                           |                             |
| GPO                         | Górnik Polkowice              | 51                          |                             |
| ŻMI                         | Piast Żmigród                 | 6                           |                             |
| RZD                         | Ruch Zdzieszowice             | 7                           |                             |
| REK                         | Rekord Bielsko-Biała          | 8                           |                             |
| ZA2                         | Zagłębie II Lubin             | 9                           |                             |
| LDZ                         | Lechia Dzierżoniów            | 11                          |                             |
| SGW                         | KS Stilon Gorzów Wielkopolski | 12                          |                             |
| PNI                         | Pniówek Pawłowice Śląskie     | 13                          |                             |
| ML2                         | Miedź II Legnica              | 14                          |                             |
| GZ2                         | Górnik II Zabrze              | 152                         |                             |

| Spadek z II ligi 2017/2018                                                                                    | Spadek z II ligi 2017/2018 | Spadek z II ligi 2017/2018 | Spadek z II ligi 2017/2018 |
| --- | -------------------------- | -------------------------- | -------------------------- |
| KLU | MKS Kluczbork              | 15                         |                            |
| Awans z IV ligi 2017/2018                                                                                     |                            |                            |                            |
| grupa dolnośląska                                                                                             |                            |                            |                            |
| FHG | Foto-Higiena Gać           | 13                         |                            |
| grupa lubuska                                                                                                 |                            |                            |                            |
| GWK | Warta Gorzów Wielkopolski  | 1                          |                            |
| grupa opolska                                                                                                 |                            |                            |                            |
| AGŁ | Agroplon Głuszyna          | 1                          |                            |
| grupa śląska                                                                                                  |                            |                            |                            |
| RRA | Ruch Radzionków            | 14                         |                            |
| Oznaczenia: - kolumna pierwsza – skróty nazw drużyn, - kolumna trzecia – miejsce zajęte w poprzednim sezonie. |                            |                            |                            |

Objaśnienia:
1. Przed startem rozgrywek KS Polkowice powrócił do nazwy Górnik Polkowice.
2. BKS Stal Bielsko-Biała zrezygnował z gry w III lidze po zakończeniu sezonu 2017/2018, w związku z czym dodatkowo utrzymał się Górnik II Zabrze.
3. Foto-Higiena Gać, mistrz IV ligi dolnośląskiej wschód wygrała swoje mecze barażowe o awans do III ligi z Apisem Jędrzychowice, mistrzem IV ligi dolnośląskiej zachód.
4. Ruch Radzionków, mistrz IV ligi śląskiej I wygrał swoje mecze barażowe o awans do III ligi z Polonią Bytom, mistrzem IV ligi śląskiej II.

### Tabela
| Lp. | Drużyna                           | M  | Z  | R  | P  | Bramki | Bramki | Różn. | Pkt | Uwagi                       | Bezpośrednio |
| --- | --------------------------------- | -- | -- | -- | -- | ------ | ------ | ----- | --- | --------------------------- | ------------ |
| 1   | Górnik Polkowice (M) (A)          | 34 | 25 | 4  | 5  | 81     | 32     | +49   | 79  | Awans do II ligi            |              |
| 2   | Ślęza Wrocław                     | 34 | 20 | 6  | 8  | 68     | 33     | +35   | 66  |                             |              |
| 3   | Zagłębie II Lubin                 | 34 | 19 | 7  | 8  | 70     | 32     | +38   | 64  |                             |              |
| 4   | Rekord Bielsko-Biała              | 34 | 16 | 9  | 9  | 52     | 42     | +10   | 57  |                             |              |
| 5   | Gwarek Tarnowskie Góry            | 34 | 15 | 9  | 10 | 53     | 43     | +10   | 54  |                             |              |
| 6   | Górnik II Zabrze                  | 34 | 14 | 10 | 10 | 57     | 49     | +8    | 52  | GZ2 – RZD 0:2 RZD – GZ2 0:3 |              |
| 7   | Ruch Zdzieszowice                 | 34 | 15 | 7  | 12 | 49     | 44     | +5    | 52  | GZ2 – RZD 0:2 RZD – GZ2 0:3 |              |
| 8   | Pniówek Pawłowice Śląskie         | 34 | 13 | 10 | 11 | 50     | 38     | +12   | 49  | PNI – ŻMI 2:1 ŻMI – PNI 0:0 |              |
| 9   | Piast Żmigród                     | 34 | 13 | 10 | 11 | 49     | 50     | −1    | 49  | PNI – ŻMI 2:1 ŻMI – PNI 0:0 |              |
| 10  | Miedź II Legnica                  | 34 | 13 | 6  | 15 | 51     | 54     | −3    | 45  |                             |              |
| 11  | Foto-Higiena Gać                  | 34 | 12 | 8  | 14 | 52     | 54     | −2    | 44  |                             |              |
| 12  | Stal Brzeg                        | 34 | 12 | 7  | 15 | 51     | 47     | +4    | 43  |                             |              |
| 13  | MKS Kluczbork1                    | 34 | 11 | 9  | 14 | 33     | 41     | −8    | 42  |                             |              |
| 14  | Warta Gorzów Wielkopolski (S)     | 34 | 10 | 7  | 17 | 35     | 47     | −12   | 37  | Spadek do IV ligi           |              |
| 15  | Agroplon Głuszyna (S)             | 34 | 9  | 7  | 18 | 40     | 73     | −33   | 34  | Spadek do IV ligi           |              |
| 16  | Ruch Radzionków (S)               | 34 | 8  | 8  | 18 | 38     | 72     | −34   | 32  | Spadek do IV ligi           |              |
| 17  | Lechia Dzierżoniów (S)            | 34 | 6  | 8  | 20 | 43     | 74     | −31   | 26  | Spadek do IV ligi           |              |
| 18  | KS Stilon Gorzów Wielkopolski (S) | 34 | 7  | 4  | 23 | 29     | 76     | −47   | 25  | Spadek do IV ligi           |              |

### Najlepsi strzelcy
| Bramki | Strzelcy             | Drużyna                |
| ------ | -------------------- | ---------------------- |
| 27     | Mariusz Szuszkiewicz | Górnik Polkowice       |
| 20     | Dominik Wejerowski   | Foto-Higiena Gać       |
| 18     | Damian Celuch        | Stal Brzeg             |
| 14     | Eryk Sobków          | Zagłębie II Lubin      |
| 13     | Dawid Jarka          | Gwarek Tarnowskie Góry |

## Sezon 2017/2018

### Drużyny
W III lidze, grupie III w sezonie 2017/2018 występowało 18 drużyn, które walczyły o miejsce premiowane awansem do II ligi. Trzy ostatnie zespoły spada do IV ligi. Liczba spadkowiczów może zwiększyć się zależnie od liczby drużyn spadających z lig wyższych.
| Uczestnicy sezonu 2016/2017 | Uczestnicy sezonu 2016/2017 | Uczestnicy sezonu 2016/2017 | Uczestnicy sezonu 2016/2017 |
| --------------------------- | --------------------------- | --------------------------- | --------------------------- |
| RZD                         | Ruch Zdzieszowice           | 2                           |                             |
| REK                         | Rekord Bielsko-Biała        | 3                           |                             |
| PLK                         | KS Polkowice                | 4                           |                             |
| ML2                         | Miedź II Legnica            | 5                           |                             |
| STB                         | Stal Brzeg                  | 6                           |                             |
| SKC                         | Skra Częstochowa            | 7                           |                             |
| BKS                         | BKS Stal Bielsko-Biała      | 8                           |                             |
| PNI                         | Pniówek Pawłowice Śląskie   | 9                           |                             |
| ŚLZ                         | Ślęza Wrocław               | 10                          |                             |
| ŻMI                         | Piast Żmigród               | 11                          |                             |
| FZG                         | Falubaz Zielona Góra        | 12                          |                             |
| GZ2                         | Górnik II Zabrze            | 13                          |                             |
| LDZ                         | Lechia Dzierżoniów          | 14                          |                             |
| UTU                         | Unia Turza Śląska           | 151                         |                             |

| Spadek z II ligi 2016/2017                                                                                    | Spadek z II ligi 2016/2017    | Spadek z II ligi 2016/2017 | Spadek z II ligi 2016/2017 |
| --- | ----------------------------- | -------------------------- | -------------------------- |
| brak spadkowicza1                                                                                             |                               |                            |                            |
| Awans z IV ligi 2016/2017                                                                                     |                               |                            |                            |
| grupa dolnośląska                                                                                             |                               |                            |                            |
| ZA2 | Zagłębie II Lubin             | 12                         |                            |
| grupa lubuska                                                                                                 |                               |                            |                            |
| SGW | KS Stilon Gorzów Wielkopolski | 1                          |                            |
| grupa opolska                                                                                                 |                               |                            |                            |
| GŁU | Polonia Głubczyce             | 1                          |                            |
| grupa śląska                                                                                                  |                               |                            |                            |
| GTA | Gwarek Tarnowskie Góry        | 13                         |                            |
| Oznaczenia: - kolumna pierwsza – skróty nazw drużyn, - kolumna trzecia – miejsce zajęte w poprzednim sezonie. |                               |                            |                            |

Objaśnienia:
1. Spadkowicz z II ligi Polonia Bytom zrezygnowała z gry w III lidze, w związku z czym dodatkowo utrzymała się Unia Turza Śląska.
2. Zagłębie II Lubin, mistrz IV ligi dolnośląskiej zachód wygrało swoje mecze barażowe o awans do III ligi z Foto-Higieną Gać, mistrzem IV ligi dolnośląskiej wschód.
3. Gwarek Tarnowskie Góry, mistrz IV ligi śląskiej I wygrał swoje mecze barażowe o awans do III ligi z LKS Bełk, mistrzem IV ligi śląskiej II.

### Tabela
| Lp. | Drużyna                       | M  | Z  | R  | P  | Bramki | Bramki | Różn. | Pkt | Uwagi                                        | Bezpośrednio              |
| --- | ----------------------------- | -- | -- | -- | -- | ------ | ------ | ----- | --- | -------------------------------------------- | ------------------------- |
| 1   | Skra Częstochowa (M) (A)      | 34 | 18 | 12 | 4  | 59     | 28     | +31   | 66  | Awans do II ligi                             |                           |
| 2   | Ślęza Wrocław                 | 34 | 19 | 7  | 8  | 67     | 48     | +19   | 64  |                                              |                           |
| 3   | Gwarek Tarnowskie Góry        | 34 | 18 | 9  | 7  | 56     | 40     | +16   | 63  |                                              |                           |
| 4   | Stal Brzeg                    | 34 | 17 | 9  | 8  | 69     | 46     | +23   | 60  |                                              |                           |
| 5   | KS Polkowice                  | 34 | 18 | 5  | 11 | 64     | 43     | +21   | 59  |                                              |                           |
| 6   | Piast Żmigród                 | 34 | 17 | 6  | 11 | 56     | 43     | +13   | 57  |                                              |                           |
| 7   | Ruch Zdzieszowice             | 34 | 13 | 10 | 11 | 57     | 44     | +13   | 49  |                                              |                           |
| 8   | Rekord Bielsko-Biała          | 34 | 13 | 7  | 14 | 49     | 50     | −1    | 46  | REK: 12 pkt ZA2: 9 pkt BKS: 9 pkt LDZ: 6 pkt |                           |
| 9   | Zagłębie II Lubin             | 34 | 14 | 4  | 16 | 53     | 57     | −4    | 46  | REK: 12 pkt ZA2: 9 pkt BKS: 9 pkt LDZ: 6 pkt |                           |
| 10  | BKS Stal Bielsko-Biała1 (S)   | 34 | 14 | 4  | 16 | 41     | 48     | −7    | 46  | REK: 12 pkt ZA2: 9 pkt BKS: 9 pkt LDZ: 6 pkt | Spadek do klasy okręgowej |
| 11  | Lechia Dzierżoniów            | 34 | 14 | 4  | 16 | 55     | 58     | −3    | 46  | REK: 12 pkt ZA2: 9 pkt BKS: 9 pkt LDZ: 6 pkt |                           |
| 12  | KS Stilon Gorzów Wielkopolski | 34 | 13 | 5  | 16 | 59     | 61     | −2    | 44  |                                              |                           |
| 13  | Pniówek Pawłowice Śląskie     | 34 | 11 | 10 | 13 | 43     | 51     | −8    | 43  |                                              |                           |
| 14  | Miedź II Legnica              | 34 | 12 | 5  | 17 | 42     | 56     | −14   | 41  |                                              |                           |
| 15  | Górnik II Zabrze              | 34 | 11 | 6  | 17 | 56     | 63     | −7    | 39  |                                              |                           |
| 16  | Unia Turza Śląska2 (S)        | 34 | 10 | 6  | 18 | 50     | 62     | −12   | 36  | Spadek do klasy okręgowej                    |                           |
| 17  | Falubaz Zielona Góra (S)      | 34 | 9  | 6  | 19 | 48     | 67     | −19   | 33  | Spadek do IV ligi                            |                           |
| 18  | Polonia Głubczyce (S)         | 34 | 7  | 1  | 26 | 37     | 96     | −59   | 22  | Spadek do IV ligi                            |                           |

### Najlepsi strzelcy
| Bramki | Strzelcy        | Drużyna                |
| ------ | --------------- | ---------------------- |
| 24     | Maciej Firlej   | Ślęza Wrocław          |
| 21     | Daniel Rumin    | Skra Częstochowa       |
| 20     | Damian Niedojad | Lechia Dzierżoniów     |
| 18     | Dawid Hanzel    | Unia Turza Śląska      |
| 17     | Dawid Jarka     | Gwarek Tarnowskie Góry |

## Sezon 2016/2017

### Drużyny
W III lidze, grupie III w sezonie 2016/2017 występowało 18 drużyn, które walczyły o miejsce premiowane awansem do II ligi. Trzy ostatnie zespoły spada do IV ligi. Liczba spadkowiczów może zwiększyć się zależnie od liczby drużyn spadających z lig wyższych.
| Uczestnicy sezonu 2015/2016 | Uczestnicy sezonu 2015/2016 | Uczestnicy sezonu 2015/2016 | Uczestnicy sezonu 2015/2016 |
| --------------------------- | --------------------------- | --------------------------- | --------------------------- |
| grupa dolnośląsko-lubuska   |                             |                             |                             |
| GWB                         | Górnik Wałbrzych            | 1                           |                             |
| PLK                         | KS Polkowice                | 2                           |                             |
| ŚLZ                         | Ślęza Wrocław               | 3                           |                             |
| ML2                         | Miedź II Legnica            | 4                           |                             |
| LDZ                         | Lechia Dzierżoniów          | 5                           |                             |
| ŚL2                         | Śląsk II Wrocław            | 6                           |                             |
| ŻMI                         | Piast Żmigród               | 7                           |                             |
| grupa opolsko-śląska        |                             |                             |                             |
| BKS                         | BKS Stal Bielsko-Biała      | 2                           |                             |
| REK                         | Rekord Bielsko-Biała        | 3                           |                             |
| GZ2                         | Górnik II Zabrze            | 4                           |                             |
| SKC                         | Skra Częstochowa            | 5                           |                             |
| PNI                         | Pniówek Pawłowice Śląskie   | 6                           |                             |
| JAS                         | GKS 1962 Jastrzębie         | 7                           |                             |
| RZD                         | Ruch Zdzieszowice           | 82                          |                             |

| Spadek z II ligi 2015/2016                                                                                    | Spadek z II ligi 2015/2016 | Spadek z II ligi 2015/2016 | Spadek z II ligi 2015/2016 |
| --- | -------------------------- | -------------------------- | -------------------------- |
| brak spadkowicza2                                                                                             |                            |                            |                            |
| Awans z IV ligi 2015/2016                                                                                     |                            |                            |                            |
| grupa dolnośląska                                                                                             |                            |                            |                            |
| KOW | Olimpia Kowary             | 1                          |                            |
| grupa lubuska                                                                                                 |                            |                            |                            |
| FZG | Falubaz Zielona Góra       | 1                          |                            |
| grupa opolska                                                                                                 |                            |                            |                            |
| STB | Stal Brzeg                 | 1                          |                            |
| grupa śląska                                                                                                  |                            |                            |                            |
| UTU | Unia Turza Śląska          | 13                         |                            |
| Oznaczenia: - kolumna pierwsza – skróty nazw drużyn, - kolumna trzecia – miejsce zajęte w poprzednim sezonie. |                            |                            |                            |

Objaśnienia:
1. Górnik Wałbrzych przegrał swoje mecze barażowe o awans do II ligi z Polonią Warszawa, mistrzem III ligi łódzko-mazowieckiej.
2. Spadkowicz z II ligi Nadwiślan Góra nie otrzymał licencji na grę w III lidze w sezonie 2016/2017, w związku z czym dodatkowo utrzymał się Ruch Zdzieszowice.
3. Unia Turza Śląska, mistrz IV ligi śląskiej II wygrała swoje mecze barażowe o awans do III ligi z Gwarkiem Tarnowskie Góry, mistrzem IV ligi śląskiej I.

### Tabela
| Lp. | Drużyna                     | M  | Z  | R  | P  | Bramki | Bramki | Różn. | Pkt | Uwagi                            | Bezpośrednio      |
| --- | --------------------------- | -- | -- | -- | -- | ------ | ------ | ----- | --- | -------------------------------- | ----------------- |
| 1   | GKS 1962 Jastrzębie (M) (A) | 34 | 20 | 10 | 4  | 72     | 29     | +43   | 70  | Awans do II ligi                 |                   |
| 2   | Ruch Zdzieszowice           | 34 | 21 | 6  | 7  | 59     | 27     | +32   | 69  |                                  |                   |
| 3   | Rekord Bielsko-Biała        | 34 | 15 | 12 | 7  | 58     | 35     | +23   | 57  |                                  |                   |
| 4   | KS Polkowice                | 34 | 16 | 8  | 10 | 63     | 40     | +23   | 56  |                                  |                   |
| 5   | Miedź II Legnica            | 34 | 16 | 7  | 11 | 53     | 48     | +5    | 55  | ML2 – STB 2:1 STB – ML2 0:2      |                   |
| 6   | Stal Brzeg                  | 34 | 14 | 13 | 7  | 55     | 43     | +12   | 55  | ML2 – STB 2:1 STB – ML2 0:2      |                   |
| 7   | Skra Częstochowa            | 34 | 14 | 12 | 8  | 53     | 35     | +18   | 54  |                                  |                   |
| 8   | BKS Stal Bielsko-Biała      | 34 | 14 | 9  | 11 | 48     | 30     | +18   | 51  |                                  |                   |
| 9   | Pniówek Pawłowice Śląskie   | 34 | 15 | 5  | 14 | 49     | 52     | −3    | 50  |                                  |                   |
| 10  | Ślęza Wrocław               | 34 | 13 | 9  | 12 | 48     | 50     | −2    | 48  | ŚLĘ – PŻM 4:2 PŻM – ŚLĘ 1:0      |                   |
| 11  | Piast Żmigród               | 34 | 13 | 9  | 12 | 54     | 55     | −1    | 48  | ŚLĘ – PŻM 4:2 PŻM – ŚLĘ 1:0      |                   |
| 12  | Falubaz Zielona Góra        | 34 | 11 | 11 | 12 | 43     | 54     | −11   | 44  |                                  |                   |
| 13  | Górnik II Zabrze            | 34 | 12 | 7  | 15 | 49     | 49     | 0     | 43  |                                  |                   |
| 14  | Lechia Dzierżoniów          | 34 | 8  | 10 | 16 | 28     | 59     | −31   | 34  | LDZ: 8 pkt UNT: 5 pkt ŚL2: 2 pkt |                   |
| 15  | Unia Turza Śląska1          | 34 | 8  | 10 | 16 | 49     | 57     | −8    | 34  | LDZ: 8 pkt UNT: 5 pkt ŚL2: 2 pkt |                   |
| 16  | Śląsk II Wrocław (S)        | 34 | 9  | 7  | 18 | 39     | 48     | −9    | 34  | LDZ: 8 pkt UNT: 5 pkt ŚL2: 2 pkt | Spadek do IV ligi |
| 17  | Górnik Wałbrzych (S)        | 34 | 6  | 8  | 20 | 24     | 51     | −27   | 26  |                                  | Spadek do IV ligi |
| 18  | Olimpia Kowary (S)          | 34 | 2  | 5  | 27 | 29     | 111    | −82   | 11  |                                  | Spadek do IV ligi |

### Najlepsi strzelcy
| Bramki | Strzelcy         | Drużyna              |
| ------ | ---------------- | -------------------- |
| 19     | Wojciech Caniboł | GKS 1962 Jastrzębie  |
| 17     | Damian Celuch    | Piast Żmigród        |
| 17     | Daniel Szczepan  | GKS 1962 Jastrzębie  |
| 14     | Dawid Hanzel     | Unia Turza Śląska    |
| 13     | Michał Bednarski | KS Polkowice         |
| 13     | Grzegorz Mazurek | Piast Żmigród        |
| 11     | Michał Chyrek    | Falubaz Zielona Góra |
| 11     | Maciej Firlej    | Ślęza Wrocław        |
| 11     | Mateusz Kluzek   | Ślęza Wrocław        |